# Fantasy: Mariah Carey at Madison Square Garden
A Fantasy: Mariah Carey at Madison Square Garden Mariah Carey amerikai énekesnő negyedik DVD videója, ami egy koncertfelvételt tartalmaz Carey 1995. október 10-ei koncertjéről, melyet a New York-i Madison Square Gardenben adott. Eredetileg videókazettán jelent meg 1996 elején; a DVD-változatot 2004 végén adták ki.
A koncert, melyet a Fox tévécsatorna televíziós különkiadásként is bemutatott 1995. november 29-én, egyrészt Carey új albuma, a Daydream promóciójául szolgált, másfelől pedig felkészülésként az 1996-ban induló Daydream világturnéra. Carey öt dalt adott elő az új albumról (Fantasy, One Sweet Day, Always Be My Baby, Open Arms, Forever) és hatot az előzőekről (Vision of Love, Make It Happen, I’ll Be There, Dreamlover, Hero és Without You.) A koncerten vendégszereplőként fellépett a Boyz II Men, akik a One Sweet Dayt adták elő Careyvel, egyik tagjuk, Wanya Morris pedig duettként énekelte el az énekesnővel az I’ll Be There-t (az eredeti duettpartner, Trey Lorenz helyett). Ol’ Dirty Bastard, bár Careyvel együtt nem lépett fel, az énekesnő utolsó dala után megjelent és rappelt a Fantasy Bad Boy Remixére.
A videókazettára és DVD-re két videóklip is felkerült, a One Sweet Day és az Anytime You Need a Friend (C&C Video Edit) klipje. Későbbi kislemezeken a Vision of Love, Make It Happen, Fantasy, Forever és One Sweet Day daloknak az ezen a koncerten elhangzott változata szerepel hivatalos koncertfelvételként.
A Fantasy: Mariah Carey at Madison Square Gardent 2008-ban újra kiadták, dupla DVD-n a #1’s DVD-vel. Ezt kicsit megvágták, nem szerepel rajta, ahogy Carey bemutatja a zenekar tagjait a Vision of Love előtt; kimaradtak részletek Ol’ Dirty Bastard előadásából, illetve abból, ahogy Carey a koncert végén integet a közönségnek, és a Joy to the World – From St. John the Divine közreműködőit sem sorolják fel, mivel ez a dal egy kiadványra sem került fel, bár a tévés különkiadásban szerepelt.

## Dalok
1. Fantasy
2. Make It Happen
3. Open Arms
4. Dreamlover
5. Without You
6. One Sweet Day
7. I’ll Be There
8. Hero
9. Always Be My Baby
10. Forever
11. Vision of Love / Fantasy (Bad Boy Remix) (outro)
12. One Sweet Day (videóklip)
13. Anytime You Need a Friend (C&C Video Edit) (videóklip)

## Helyezések
| Slágerlista                   | Legmagasabb helyezés | Minősítés    | Elkelt példányszám |
| ----------------------------- | -------------------- | ------------ | ------------------ |
| Francia zenei DVD-slágerlista |                      | Aranylemez   | 10 000             |
| USA Billboard Top Music Video | 1                    | Platinalemez | 100 000            |